# Jeri Sopanen
Jeri Rainer Sopanen (* 14. August 1929 in Helsinki, Finnland; † 21. September 2008 in New York City) war ein US-amerikanischer Kameramann finnischer Herkunft.

## Leben
Jeri Rainer Sopanen besuchte die Helsingin normaalilyseo, wo 1948 seinen Abschluss machte. Anschließend studierte er bis 1951 Komposition an der Sibelius-Akademie. Mit Hilfe eines Fulbright-Stipendiums studierte er an der Lawrence University in Wisconsin weiter, wobei er währenddessen sein Interesse am Film entwickelte und anschließend an der Filmhochschule der UCLA weiter studierte.
Sopanen blieb in den USA und begann ab Ende der 1950er Jahre als Kameramann für Dokumentarfilme zu arbeiten. Seine bekannteste Arbeit war die Fernsehserie Geheimnisse des Meeres mit Jacques-Yves Cousteau. Er drehte Fernsehfilme wie Es kam aus der Tiefe und Ein Scheusal von Millionär und war zweimal für einen Emmy nominiert, wobei er ihn 1989 für die Sitcom 3-2-1 Contact erhielt.
Am 21. September 2008 verstarb Sopanen im Alter von 79 Jahren an den Folgen seiner Krebserkrankung in seinem Zuhause in New York City. Er hinterließ seine Frau, drei gemeinsame Kinder sowie drei Stiefkinder.

## Filmografie (Auswahl)
- 1968: Geheimnisse des Meeres (The Undersea World of Jacques Cousteau, Dokufernsehserie, vier Folgen)
- 1978: Es kam aus der Tiefe (The Bermuda Depths)
- 1981: Mein Essen mit André (My Dinner with Andre)
- 1985: Sechs Jazzer im Dreivierteltakt (The Gig)
- 1989: Ein Scheusal von Millionär (The Luckiest Man in the World)